# Борок Сулезький
Борок Сулезький (рос. Борок Сулежский) — присілок в Бежецькому районі Тверської області Російської Федерації.
Населення становить 394 особи. Входить до складу муніципального утворення Борківське сільське поселення.

## Історія
Від 2005 року входить до складу муніципального утворення Борковське сільське поселення.

## Населення
| 1859 | 1887 | 1920 | 1997 | 2008 | 2010 |
| ---- | ---- | ---- | ---- | ---- | ---- |
| 223  | ↗275 | ↗324 | ↗472 | ↘428 | ↘394 |